# Twins of Evil Tour
Twins of Evil Tour — спільний концертний тур американського виконавця Роба Зомбі та гурту Marilyn Manson. Він розпочався під час Hey Cruel World... Tour, турне Менсона на підтримку Born Villain, студійного альбому, який було видано 25 квітня 2012 р.
Перший виступ відбувся 28 вересня у Фініксі, штат Аризона, на першому щорічному фестивалі «Desert Uprising Festival», а останнє шоу північноамериканського етапу — 31 жовтня 2012 поблизу Далласа, штат Техас. Marilyn Manson відіграли кілька концертів у Центральній та Південній Америці у рамках свого туру Hey Cruel World… Tour до 26 листопада, коли стартував європейський етап Twins of Evil Tour. Останній виступ: 12 грудня 2012, Болонья, Італія. Колишні учасники Marilyn Manson, Джон 5 і Джинджер Фіш, виступали у складі гурту Роба Зомбі.
Після завершення турне Marilyn Manson продовжили Hey Cruel World… Tour, зігравши двічі в Єкатеринбурзі, Росія, 15 та 16 грудня.

## Учасники
Marilyn Manson
- Мерілін Менсон: вокал/гітара
- Твіґґі: гітара/бек-вокал
- Фред Саблан: бас-гітара
- Джейсон Саттер: барабани

Rob Zombie
- Роб Зомбі: вокал
- Піґґі Ді: бас-гітара/бек-вокал
- Джон 5: гітара/бас-гітара/бек-вокал
- Джинжжер Фіш: барабани

## Дати туру
| Дата                       | Місто          | Країна     | Місце проведення                          |
| -------------------------- | -------------- | ---------- | ----------------------------------------- |
| Північна Америка           |                |            |                                           |
| 28 вересня 2012            | Фінікс         | США        | Ashley Furniture HomeStore Pavilion       |
| 29 вересня 2012            | Лас-Вегас      | США        | Mandalay Bay Events Center                |
| 1 жовтня 2012              | Солт-Лейк-Сіті | США        | USANA Amphitheatre                        |
| 2 жовтня 2012              | Денвер         | США        | 1stBank Center                            |
| 4 жовтня 2012              | Топіка         | США        | Landon Arena                              |
| 5 жовтня 2012              | Сент-Луїс      | США        | Verizon Wireless Amphitheater             |
| 6 жовтня 2012 (скасовано)  | Літл-Рок       | США        | Barton Coliseum                           |
| 8 жовтня 2012              | Лінкольн       | США        | Pershing Center                           |
| 9 жовтня 2012              | Манкато        | США        | Verizon Wireless Center                   |
| 11 жовтня 2012             | Чикаго         | США        | Allstate Arena                            |
| 12 жовтня 2012             | Детройт        | США        | DTE Energy Music Theatre                  |
| 13 жовтня 2012             | Блумінґтон     | США        | US Cellular Coliseum                      |
| 15 жовтня 2012             | Янгстаун       | США        | Covelli Centre                            |
| 16 жовтня 2012             | Рочестер       | США        | Main Street Armory                        |
| 17 жовтня 2012             | Нью-Йорк       | США        | Hammerstein Ballroom                      |
| 19 жовтня 2012             | Камден         | США        | Susquehanna Bank Center                   |
| 20 жовтня 2012             | Анкешвіл       | США        | Mohegan Sun Arena                         |
| 21 жовтня 2012             | Манчестер      | США        | Verizon Wireless Arena                    |
| 23 жовтня 2012 (скасовано) | Бостон         | США        | Agganis Arena                             |
| 23 жовтня 2012             | Ґленс-Фоллс    | США        | Glens Falls Civic Center                  |
| 25 жовтня 2012             | Атланта        | США        | Aaron's Amphitheatre at Lakewood          |
| 26 жовтня 2012 (скасовано) | Орландо        | США        | Tinker Field                              |
| 27 жовтня 2012             | Тампа          | США        | 1-800-ASK-GARY Amphitheatre               |
| 29 жовтня 2012             | Літл-Рок       | США        | Barton Coliseum                           |
| 30 жовтня 2012             | Г'юстон        | США        | Reliant Arena                             |
| 31 жовтня 2012             | Гранд-Прері    | США        | Verizon Theatre at Grand Prairie          |
| Європа                     |                |            |                                           |
| 26 листопада 2012          | Лондон         | Англія     | The O2 Arena                              |
| 27 листопада 2012          | Манчестер      | Англія     | MEN Arena                                 |
| 28 листопада 2012          | Глазго         | Шотландія  | Scottish Exhibition and Conference Centre |
| 29 листопада 2012          | Бірмінгем      | Англія     | National Indoor Arena                     |
| 1 грудня 2012              | Люксембург     | Люксембург | Rockhal                                   |
| 2 грудня 2012              | Бохум          | Німеччина  | RuhrCongress                              |
| 3 грудня 2012              | Амстердам      | Нідерланди | Heineken Music Hall                       |
| 5 грудня 2012              | Стокгольм      | Швеція     | Hovet                                     |
| 6 грудня 2012              | Копенгаген     | Данія      | Valby-Hallen                              |
| 8 грудня 2012              | Відень         | Австрія    | Wiener Stadthalle                         |
| 9 грудня 2012              | Мюнхен         | Німеччина  | Zenith                                    |
| 11 грудня 2012             | Базель         | Швейцарія  | St. Jakobshalle                           |
| 12 грудня 2012             | Болонья        | Італія     | Unipol Arena                              |